# SV ARC
SV ARC (Sportvereniging Alphense Racing Club) is een op 22 februari 1927 opgerichte amateurvoetbalvereniging uit Alphen aan den Rijn, Zuid-Holland, Nederland. De thuiswedstrijden worden sinds 1983 op het Sportpark Zegersloot gespeeld, daarvoor werden de wedstrijden afgewerkt op “De Bijlen”, “Nieuwe Sloot” en aan de Steenstraat. Sinds 2016 werkt de club samen met Ajax.
In het seizoen 2017/18 had de vereniging ongeveer 1600 leden, verdeeld over achttien seniorenteams, twee vrouwenteams en ruim 60 jeugdteams (inclusief meisjesteams). Sinds het seizoen 2016/17 is ARC ook actief in het zaalvoetbal.

## Standaardelftal
Het standaardelftal keert na zes seizoenen in de Eerste klasse in het seizoen 2020/21 weer terug in de Hoofdklasse zaterdag, dat in 2022 werd hernoemd naar Vierde divisie.
In 1986 promoveerde ARC naar de Eerste klasse, toenmalig de hoogste afdeling in het zaterdagamateurvoetbal. Dat was voor het eerst in de opzet van het zaterdagamateurvoetbal die in 1970 werd ingevoerd. Tot en met het seizoen 2001/02 verbleef ARC op het hoogste niveau, inmiddels vanaf het seizoen 1996/97 Hoofdklasse geheten. Hoogtepunt was het kampioenschap van de Hoofdklasse A in het seizoen 1997/98. In het seizoen 2002/03 speelde ARC in de Eerste klasse waarin het direct kampioen werd en zo na een seizoen weer terugkeerde naar de Hoofdklasse. In het seizoen 2005/06 degradeerde ARC opnieuw, nu duurde het twee seizoenen om terug te keren. Via de nacompetitie bereikte ARC voor het seizoen 2008/09 de Hoofdklasse weer. In het seizoen 2009/10 kwalificeerde de club zich voor de Topklasse die bij aanvang van seizoen 2010/11 van start ging. ARC was de laatste club die zich voor de Topklasse plaatste, door op 19 juni 2010 een beslissingsduel van Be Quick 1887 te winnen na strafschoppen (stand 1-1 na reguliere speeltijd en verlenging). Degradatie volgde in het tweede seizoen (2011/12) uit de Topklasse. In het seizoen erop (2012/13) volgde ook direct degradatie uit de Hoofdklasse.
Een seizoen later was ARC bijna direct terug in de Hoofdklasse maar kwam het in de nacompetitie 1 doelpunt tekort.

### Landelijke KNVB beker
ARC speelde een aantal keer in het landelijke KNVB bekertoernooi. In de seizoenen 1998/99 en 1999/00 kwam de club niet voorbij de groepsfase. In het seizoen 2010/11 schakelde het SV Venray met 4-0 uit. Een ronde later was eredivisionist Heracles Almelo met 3-0 te sterk. Een seizoen later 2011/12 werd Quick'20 met 6-2 verslagen. De ronde daarna werd het weer door een profclub uitgeschakeld, ditmaal was MVV Maastricht met 8-0 te sterk.
Dit schema laat de resultaten zien van ARC tegen profclubs in de KNVB Beker.
| Seizoen | Ronde    | Wedstrijd              | Uitslag |
| ------- | -------- | ---------------------- | ------- |
| 1998/99 | Groep 8  | ARC - Sparta Rotterdam | 0-8     |
| 1998/99 | Groep 8  | ADO Den Haag - ARC     | 3-0     |
| 1999/00 | Groep 7  | ARC - Sparta Rotterdam | 0-7     |
| 1999/00 | Groep 7  | ADO Den Haag - ARC     | 1-0     |
| 2010/11 | 3e ronde | ARC - Heracles Almelo  | 0-3     |
| 2011/12 | 2e ronde | ARC - MVV Maastricht   | 0-8     |

## Accommodatie
Sportpark Zegersloot ligt aan de oostkant van Alphen aan den Rijn en ligt op enkele honderden meters zuidelijk van sportpark De Bijlen van Alphense Boys, AVV Alphen en VV Alphia.
Ter beschikking zijn acht velden en zestien kleedkamers. Langs het hoofdveld verrees in 2021 een nieuwe tribune met circa 250 zitplaatsen. De officiële opening werd in april 2022 verricht.

### Competitieresultaten 1942–heden
| 3 4A |

|  |

|  |

|  |

| 4 4D |

| 1 4A |

| 3 3A |

| 8 3A |

| 4 3A |

| 2 3A |

| 5 3A |

| 9 3A |

| 8 3A |

| 2 3A |

| 1 3B |

| 3 |

| 8 |

| 8 |

| 10 |

| 2 3A |

| 2 3A |

| 6 3B |

| 7 3B |

| 7 3A |

| 10 3A |

| 8 3A |

| 2 3A |

| 1 3B |

| 12 2A |

| 6 3A |

| 12 3A |

| 8 4B |

| 3 4A |

| 3 4A |

| 4 4B |

| 1 4B |

| 5 3B |

| 2 3A |

| 2 3B |

| 6 3A |

| 5 3A |

| 3 3A |

| 1 3A |

| 2 2B |

| 1 2B |

| 11 1A |

| 8 1A |

| 13 1A |

| 5 1B |

| 8 1A |

| 5 1A |

| 7 1A |

| 11 1A |

| 6 1A |

| 10 1A |

| 11 A |

| 1 A |

| 6 A |

| 10 A |

| 12 A |

| 13 A |

| 1 1B |

| 10 A |

| 10 A |

| 13 A |

| 3 1A |

| 2 1A |

| 13 A |

| 6 A |

| 12 |

| 16 |

| 12 A |

| 3 1A |

| 9 1B |

| 5 1B |

| 11 1B |

| 2 1A |

| 2 1A |

| -- A |

| -- A |

| 4 A |

| 5 A |

| 15 A |

| Topklasse | Vierde divisie / Hoofdklasse | Eerste klasse | Tweede klasse | Derde klasse | Vierde klasse |

In elke staaf van de grafiek staat van boven naar beneden vermeld: 
- Eindnotering

Dit is de positie die de club heeft bereikt in de competitie, zonder eventuele beslissings-, play-off- of nacompetitiewedstrijden die nodig zijn geweest om bijvoorbeeld de kampioen van de competitie te bepalen.
Indien een * achter het getal staat is de notering een tussenstand en kan het zijn dat de notering niet overeenkomt met de uiteindelijke eindstand van de competitie.
Staat er een - dan is het seizoen nog bezig en is er geen definitieve uitslag bekend.
Staat er xx op de positie van de notering, dan heeft de club vroegtijdig de competitie verlaten. Dit kan onder andere komen door terugtrekking van het team, faillissement van de club of door een uitgedeelde straf van de KNVB. In veel gevallen staat elders in het artikel de reden vermeld.
Staat er een ? dan is het resultaat uit het verleden onbekend, en is alleen de competitie of het niveau bekend van dat seizoen.
In de seizoenen 2019/20 en 2020/21 werd wegens de coronacrisis het amateurvoetbal afgebroken. Daardoor kennen deze staven geen eindklassering (middels -- weergegeven).
- Competitieniveau en afdelingsletter of Officiële eindstand Eredivisie
  - Competitieniveau en afdelingsletter

Hierbij geeft het getal het niveau weer, dat ook terug te vinden is in de legenda. De letter is de afdelingsaanduiding en wordt gebruikt wanneer er meer afdelingen zijn op hetzelfde niveau. De afdelingsletter is altijd een hoofdletter en wordt meestal zonder nummer gebruikt.
Voorbeeld: 2F is niveau 2e klasse competitie F.
Het competitieniveau en nummer wordt niet vermeld wanneer er slechts één competitie van dit niveau was.
  - Officiële eindstand Eredivisie (getal staat tussen haakjes vermeld)

Sinds de introductie van play-offwedstrijden voor Europees voetbal na afloop van de reguliere competitie in 2005/06, is de KNVB verplicht een eindstand van de Eredivisie door te geven aan de UEFA aan de hand van deze play-offwedstrijden.
Bij deze eindstand staan clubs die zich hebben gekwalificeerd voor Europees voetbal hoger dan clubs die zich niet wisten te kwalificeren. Indien er geen verschil was tussen de eindnotering en de officiële eindstand, staat dit getal niet vermeld.

- Onderafdeling

Hier staat afgekort de naam van de onderafdeling indien de club in dat jaar in een onderafdeling uitkwam. Tevens staat deze afkorting in de legenda en wordt gelinkt naar het artikel over deze onderafdeling. Deze afkorting wordt alleen vermeld wanneer de club in het verleden in verschillende onderafdelingen heeft gespeeld. Deze vermelding is in de staaf altijd in kleine letters. Deze onderafdelingen zijn na het seizoen 1995/96 afgeschaft. Heeft de club in slechts één onderafdeling gespeeld, dan is dit alleen terug te vinden in de legenda.
Onder de staaf staat het jaartal vermeld waarin het seizoen is afgesloten. 15 verwijst naar het seizoen 2014/15 of eventueel het seizoen 1914/15.
Wanneer een staaf leeg is, zijn deze gegevens niet bekend. Het kan ook zijn dat de club dat seizoen niet heeft meegespeeld op het hogere amateurniveau, vroegtijdig de competitie heeft verlaten of uit de competitie is gezet.

In het seizoen 1944/45 was er wegens de Tweede Wereldoorlog geen regulier competitievoetbal.

## Bekende (oud-)spelers
ARC heeft ook enkele bekende spelers voortgebracht die later in de Eredivisie en/of in het Nederlands elftal speelden.
- Fred Admiraal
- Jeffrey van den Berg
- John Heitinga
- Arjan van Heusden
- Dennis Krijgsman
- Arjan van der Laan
- Joop Lankhaar
- Boban Lazić
- Sergio Ommel
- Ard Oosterlee
- Remco Tuinenburg

## Bekende (oud-)trainers
- Ron van den Berg
- Wim Berckenkamp
- Edwin Vurens
- Ruud Bröring
- Remco Tuinenburg

SV Aarlanderveen · AVV Alphen · Alphense Boys · VV Alphia · SV ARC · SV Bernardus · BGC Floreant · BSC '68 · Hazerswoudse Boys · VV Koudekerk · VV Zwammerdam